# Гудок (журнал)
«Гудо́к» — русский художественный еженедельный сатирический журнал, выходивший в Санкт-Петербурге с 1862 по 1863 год.

## История
Сатирический листок с карикатурами «Гудок» выходил в Санкт-Петербурге как приложение к газете «Русский мир» и самостоятельно.
Издатель — Ф. Т. Стелловский, редактор — Д. Д. Минаев. С № 6 журнал выходил без подписи (редактировался А. С. Гиероглифовым).
Имел до 4000 подписчиков.
В объявлении о подписке редакция заявляла: «Мы верим в смех и в сатиру не во имя „искусства для искусства“, но во имя жизни и нашего общего развития — одним словом, мы верим в смех как в гражданскую силу».
Заглавная виньетка работы А. Богданова изображала Герцена под знаменем, на котором были написаны слова: «Уничтожение крепостного права». Его окружает группа крестьян. Некоторые из них внимательно вслушиваются в слова Герцена, другие читают журнал «Гудок», третьи гудят в сторону группы помещиков и чиновников. Здесь же изображен помещик, размахивающий плетью, и чиновник, пускающий мыльные пузыри. После выхода № 4 виньетка была снята по личному распоряжению Александра II.
«Гудок» вел борьбу с различными проявлениями наступавшей реакции, особенно в области печати, осмеивал пережитки крепостничества, правительственную администрацию, полицию и цензуру. Хотя журнал значительно уступал «Искре» в широте и глубине сатирического обличения, он занимал заметное место в рядах радикальной прессы 1860-х годов.
После перехода редакции «Гудка» к Гиероглифову журнал утратил свои демократические тенденции и скатился к заурядному либерализму. В журнале сотрудничали П. И. Вейнберг (под псевдонимом Дон-Алонзо), Г. С. Дестунис, Н. В. Иевлев, А. А. Козлов, В. В. Крестовский, Н. С. Курочкин, Д. П. Ломачевский, Д. Д. Минаев (под псевдонимами Гудошник, Дон-Кихот Петербургский, Обличительный поэт, Темный человек), К. И. Сачков, М. М. Стопановский, С. Н. Терпигорев и другие.